# Charles Richet
Pour les articles homonymes, voir Richet.
Charles Robert Richet (26 août 1850 dans l'ancien 1er arrondissement de Paris - 3 décembre 1935 à Paris 7e) est un physiologiste français, lauréat du prix Nobel de physiologie ou médecine de 1913 pour la description de l'anaphylaxie.
Il était aussi écrivain, militant pacifiste, chercheur en métapsychique, et l'une des principales incarnations du mouvement eugéniste en France.

## Biographie

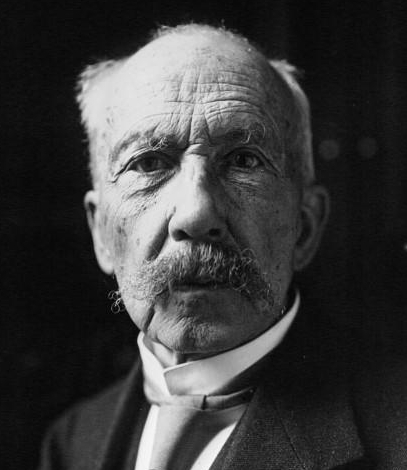
Charles Richet en 1922.

Charles Richet est le fils de l'anatomiste et chirurgien Alfred Richet, et le petit-fils du juriste et homme politique Charles Renouard.
Agrégé de physiologie à la faculté de médecine en 1878, membre puis président des Sociétés pacifistes (dont il préside les congrès nationaux et internationaux), professeur de physiologie en 1887, secrétaire général de la Société de psychologie physiologique (présidée par Charcot en 1886 et vice-présidée par Théodule Ribot et Paul Janet), secrétaire général du premier congrès international de Psychologie physiologique tenu à Paris en 1889, directeur de la Revue Scientifique, membre de l'Académie nationale de médecine en 1898, lauréat du prix Nobel de physiologie ou médecine « en reconnaissance de ses travaux sur l'anaphylaxie », membre de l'Académie des sciences en 1914, jubilé scientifique devant une Assemblée internationale de savants en 1926, c'est un excellent littérateur, philosophe, psychologue, curieux de tout, à commencer par l'homme.
En 1896, il fait partie des fondateurs de l'Alliance nationale pour l'accroissement de la population française.
De 1920 à 1926, il est président de la Société française d'eugénique, dont il fut fondateur, adoptant des positions eugénistes et aussi fortement racistes (idées qu'il soutient notamment dans Sélection humaine, publiée en 1913). Un exemple de déclaration de Richet à l'appui de ses idées : « …une véritable aristocratie, celle des blancs, de pure race, non mélangés avec les détestables éléments ethniques que l’Afrique et l’Asie introduiraient parmi nous ».
Dreyfusard de la première heure, et un temps membre du Grand Orient de France, il fut l'un des fondateurs de la Ligue des Droits de l'Homme, mais s'en éloigna par la suite.
En 1890, il réalise la première sérothérapie sur l'homme.
Il est également pionnier de l'aviation avec Victor Tatin avec qui il fait plusieurs essais de vol sans pilote sur sa propriété à Carqueiranne dans le Var en 1896-1897,.
Charles Richet milite aussi pour l'espéranto.
Il cofonde l'Institut métapsychique international en 1919, ayant promu ce terme dès 1894. Il consacre une grande partie de sa vie à l'étude des phénomènes paranormaux via cette science de l'inhabituel, notamment la télépathie, la psychokinésie, le moulage de mains de fantômes ectoplasmiques. Il participe à la fondation de la branche française de la Society for Psychical Research dont il fut président en 1905. Il a longtemps poussé ses collègues à s'incliner devant les faits de la méthode expérimentale, mais n'a jamais obtenu le consensus pour ces travaux. Charles Richet était un proche ami de Pierre Janet avec lequel il avait créé l'Institut Psychique International puis l'Institut Psychologique International en 1900-1901. Mais il s'en sépare notamment parce qu'il aurait été trompé dans l'épisode de la Villa Carmen (1905).
Propriétaire du château Richet à Carqueiranne, il achète en 1897, l'île du Grand Ribaud au large de la presqu'île de Giens,.
Il meurt à son domicile, 15 rue de l'Université à Paris en 1935.
Charles Richet est par ailleurs le père de Charles Richet (fils), médecin et membre de l'académie de médecine, déporté à Buchenwald, le grand-père de Gabriel Richet (1916-2014), médecin néphrologue et membre de l'académie de médecine. Il est le beau-frère de Louis Landouzy.

### Affaire Dreyfus et prises de position pacifistes
Selon l'article nécrologique d'Eugène Osty, « Pacifiste ? » :
« Ce Français pacifiste n'était pas de l'imbécile espèce anti-France. Son pays le trouva prêt à l'aider à tout moment utile. En 1870, il devança l'appel. En 1916, âgé de 66 ans, il entreprit une croisade en Italie, en Roumanie, en Russie, pays peuplé de ses élèves, pour y encourager latins et slaves à la lutte qu'il espérait devoir clore l'horrible coutume de la guerre. De retour en France il va aux armées où ses conseils peuvent être utiles et il y étudie les effets du choc explosif sur les combattants. Puis il s'emploie à observer, à l'hôpital de la côte Saint-André, les effets bénéfiques de sa zomothérapie sur les soldats tuberculeux. »
Pacifiste et patriote, son désarroi face au déchaînement des violences et notamment celles du premier conflit mondial lui fait publier de multiples essais contre la guerre et en faveur de la paix, comme Le Passé de la guerre et l'avenir de la paix ou Les Coupables.
Il milite pour la création d'une société internationale d'arbitrage. « La force, c’est la guerre, c’est le procédé des enfants, des bêtes, des sauvages : c’est le procédé des hommes d’aujourd’hui. L’autre procédé, c’est le droit ; et le droit, c’est le recours à un tribunal arbitral ! »
« La guerre qui s'est déchaînée au 1er août 1914 a fait déjà cinq millions de morts, douze millions de blessés, devenus pour la plupart des impotents. Ces 17 millions d'hommes étaient l'élite de la jeunesse européenne, les plus beaux, les plus vaillants. Deux millions de civils, femmes, enfants, vieillards, ont péri par la misère et par la faim... Pendant deux ans, aucun des habitants de l'Europe n'a eu le courage de sourire... Tel est le bilan de ce grand crime. Y a-t-il des coupables ? »
Dans la conclusion du même ouvrage, p. 265 et suivantes : « Assez de sang. Assez de larmes. Assez de douleurs [...] Chaque État souverain devra s'incliner devant une souveraineté supérieure, celle du droit ! »
Défenseur du capitaine Dreyfus et outragé par le déni de justice, Charles Richet fait part à Zola de son soutien et de ses encouragements lors de la publication du manifeste J'accuse…! où Emile Zola défend l'innocence de Dreyfus.

## Travaux

### Œuvre scientifique
Sa plus grande découverte est l’anaphylaxie et, plus largement, la formation d’anticorps, qui sont le « souvenir humoral de toutes les injections et de toutes les infections précédentes ». C’est en 1902 au cours d’une croisière scientifique aux Açores, financée par le prince Albert 1er de Monaco qu’il constata avec Paul Portier que, si une première injection d’extrait de tentacules de physalie à un chien était sans conséquences, la seconde devenait létale. L’anaphylaxie est un aspect du processus immunitaire et sa découverte a ouvert le champ aux diverses hypersensibilités immunologiques dont la connaissance a renouvelé la compréhension du mécanisme de nombreuses maladies. Cette découverte lui valut l'attribution du prix Nobel de médecine en 1913.
La liste des sujets d’intérêt de Charles Richet couvre pratiquement tous les domaines de la physiologie : le système nerveux et l’excitabilité musculaire, la sécrétion gastrique, la polypnée thermique et la régulation de la température, l’excrétion rénale des électrolytes et le régime déchloruré, les anémies aiguës, le choc hypovolémique et ses traitements de substitution, l’anesthésie animale et la découverte du chloralose, l’alimentation, la nutrition et la fermentation lactique, la leucocytose, la physiologie comparée allant des bactéries aux mammifères en passant par les batraciens et les crustacés. Son œuvre médicale déborde la physiologie avec la tuberculose qu’il essaya de soigner par sérothérapie et par l’apport de viande crue appelée zomothérapie et, bien entendu, les phénomènes psychiques dont le somnambulisme et la parapsychologie. Les conclusions auxquelles il a abouti sont pour beaucoup d’entre elles toujours admises et enseignées. Citons la polypnée thermique, principal moyen de refroidissement chez le chien, l’étude de la contraction musculaire et du frisson dans la lutte contre le froid, le rôle de la pression osmotique de l’urine dans la diurèse, la découverte de l’uréogenèse à partir de l’ammoniac. On peut y ajouter le rétablissement de la volémie par la perfusion de plasma considérée comme une urgence en chirurgie de guerre.
Charles Richet fut un précurseur en matière d’expérimentation chez l’animal. Il introduisit l’anesthésie contrairement à ses prédécesseurs qui se contentaient d’immobiliser l’animal en utilisant le curare. Il fut également un précurseur en insistant sur le fait que comprendre le mécanisme des maladies reposait sur la connaissance du fonctionnement des organes et des régulations physiologiques. « Ceux qui voient quelque antagonisme entre la clinique et la physiologie n’ont jamais rien compris, ni à l’une, ni à l’autre » écrivait-il. Ce principe, évident aujourd’hui, échappait aux universitaires cliniciens de son époque dont la première préoccupation n’était pas la recherche.
Il fixa les règles de l’éthique médicale en soulignant que « C’est la curiosité qui définit l’esprit scientifique... Elle ne doit jamais compromettre la vie ou la santé du malade ». Charles Richet est le dernier des physiologistes encyclopédistes. L’étendue de ses connaissances se retrouve dans le Dictionnaire de Physiologie qu’il a rédigé en grande partie avec de nombreux élèves et collaborateurs.
De 1878 à 1902, il a également été rédacteur en chef de la Revue scientifique, dans laquelle il a publié de nombreux articles. Il a également collaboré au Journal de physiologie et de pathologie générale et publié de nombreuses communications sur la physiologie, la chimie physiologique, la pathologie expérimentale, la psychologie normale et pathologique.
La dispersion des travaux effectués n’a nui en rien à sa créativité, c'est-à-dire à l’aspect original des découvertes présentées. Il a dépassé l’étude individuelle des phénomènes physiologiques par des réflexions générales sur la science et la médecine. On peut citer deux domaines toujours d’actualité où il a apporté sa contribution : comment constituer une bibliographie et classer la littérature médicale et comment réformer les études médicales en privilégiant la physiologie comme base indispensable à la compréhension des maladies.

### Des sciences psychiques à la métapsychique
L'ouvrage collectif, Des savants face à l’occulte : 1870-1940, paru en 2002, explique en détail cet aspect de ses travaux, encore communs pour le dernier quart du XIXe siècle.
Disciple de Charcot, il participe à la « redécouverte » de l'hypnose en 1875. En décembre 1884, il parle dans un article de la suggestion mentale comme un fait indéniable — « fait inconscient et intelligent produit par une force que nous ne soupçonnions pas dans la pensée humaine ; une force d'émission, telle que la vibration », les tables tournantes constituant selon lui l'expérience la plus probante de ce phénomène.
En 1891, il cofonde avec Xavier Dariex les Annales des sciences psychiques, avec l'ambition d'étudier les phénomènes spirites sur le modèle de la Society for Psychical Research. Le comité de rédaction est composé de célèbres spirites européens, tels Camille Flammarion, Sir William Crookes, Cesare Lombroso, Marcel Mangin, Joseph Maxwell, Enrico Morselli, Julian Ochorowicz, Francesco Porro (it), Albert de Rochas, Albert von Schrenck Notzing.

#### Le cas Eusapia

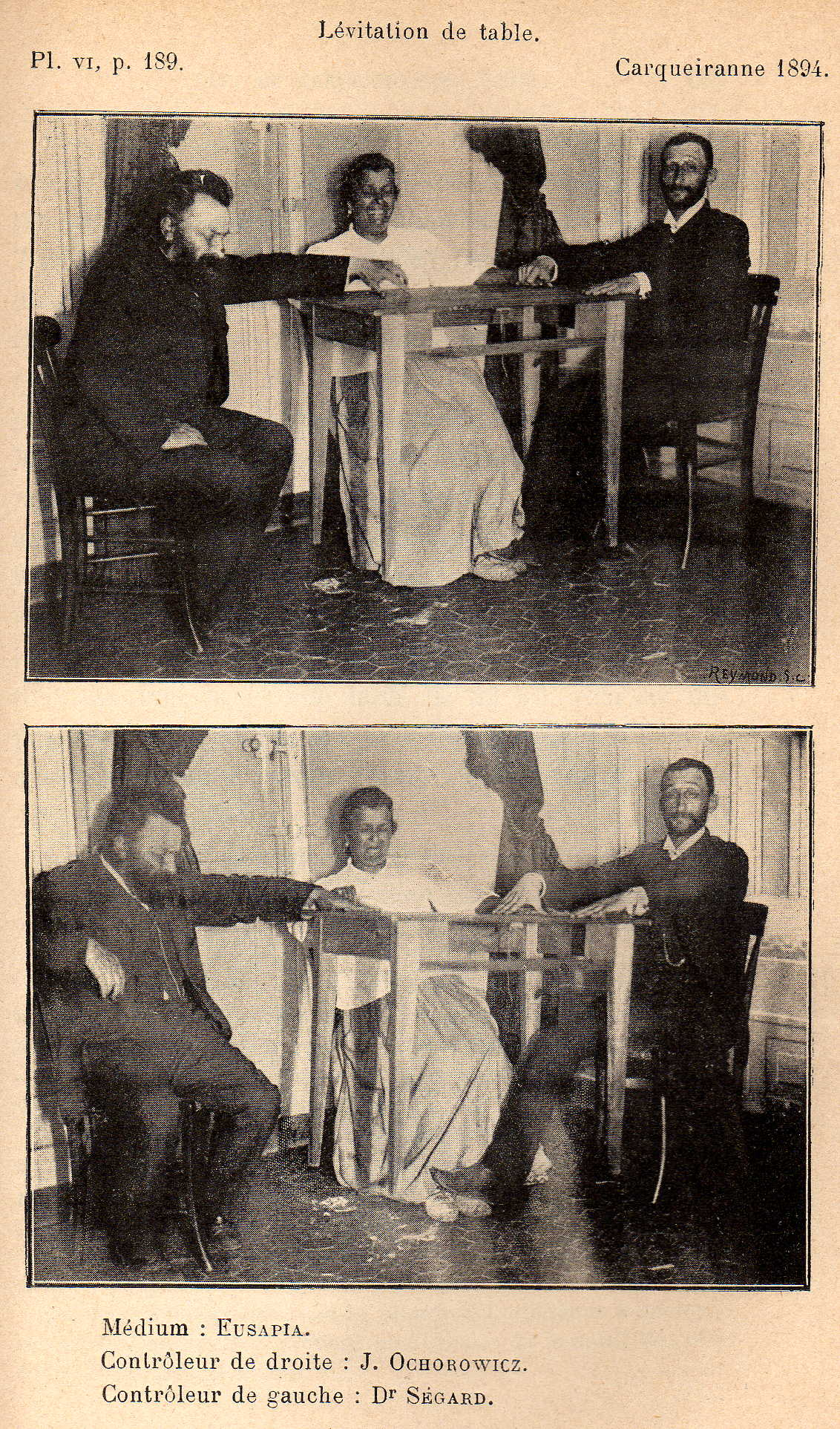
Photographie extraite du livre L'extériorisation de la motricité d'Albert de Rochas, édition de 1896 (page189).

Bien qu'il ait ri aux séances de lévitations de Daniel Dunglas Home, sa rencontre avec Eusapia Palladino à Milan en 1892 marque ce moment où il se penche sur les phénomènes physiques produits par la médiumnité. C'est d'ailleurs lui, aux côtés d'Albert de Rochas, qui la fait connaître en France, et c'est à son contact qu'il invente le terme d'ectoplasme.
C'est chez Camille Flammarion que les trois hommes procèdent à une série d'expérimentations. C'est également ce dernier qui la prendra plus tard en flagrant délit de tricherie. Bien qu'il affiche clairement ses convictions spirites, il souhaite distinguer nettement ses recherches psychiques de ses convictions spirites. Il écrit à Flammarion, « je voudrais garder une position spéciale – celle qui répond à mon état d’âme – et qui est quelque peu ambiguë, se fondant d’une part sur la certitude que j’ai, et d’autre part sur l’invraisemblance des choses ».

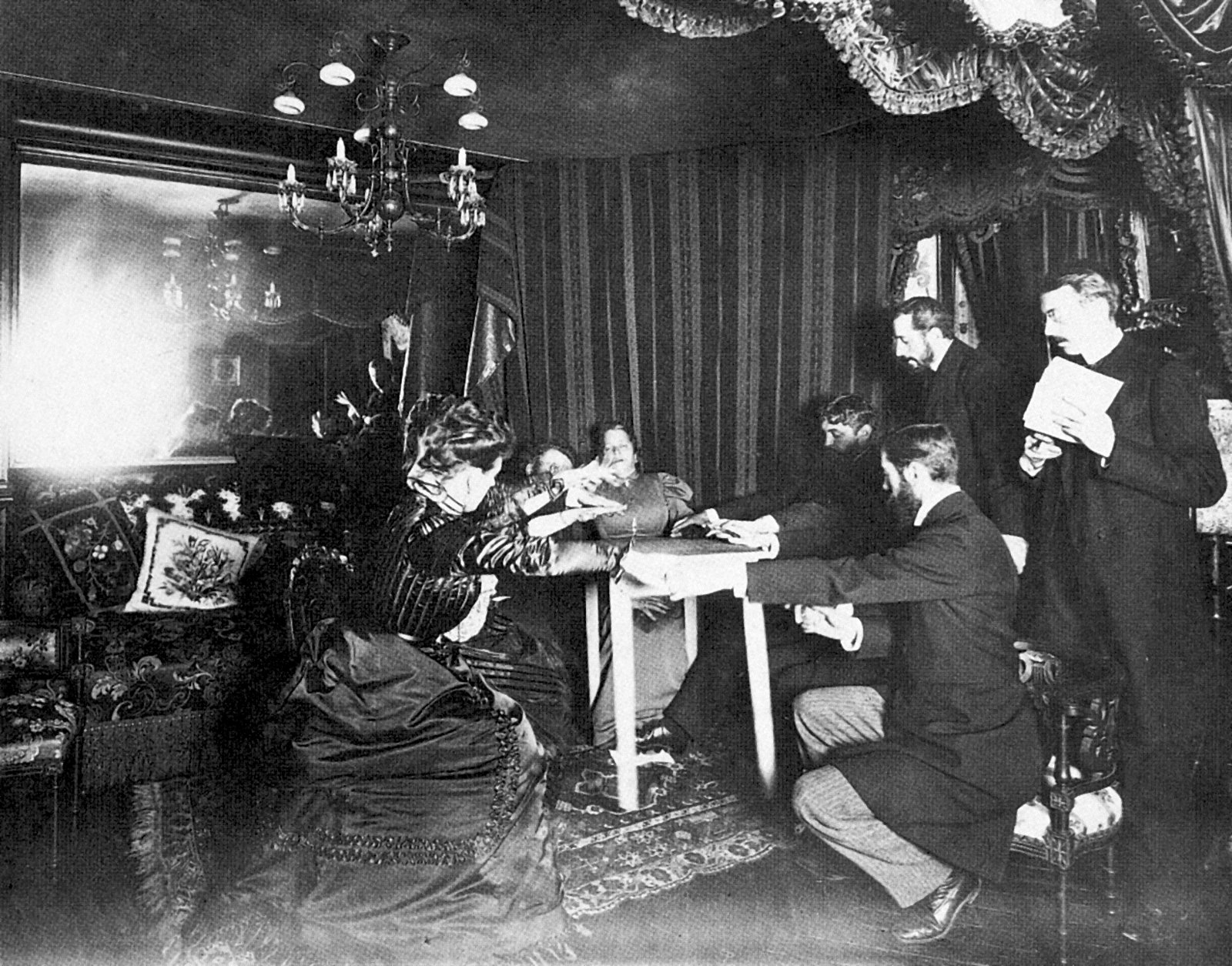
Une table lévite devant des témoins lors d'une séance avec la médium Eusapia Palladino au domicile de l'astronome Camille Flammarion le 25 novembre 1898.

Près de la moitié des contrôleurs qui contrôlent les séances avec Eusapia sont d'éminents scientifiques, comprenant d’Arsonval, Branly, Pierre et Marie Curie ainsi que leur collaborateur André Debierne, Paul Langevin, Jean Perrin, Henri Chrétien, Augustin Charpentier (en), le comte de Gramont et Gilbert Ballet. Parmi les contrôleurs figurent également Bergson et un membre de la Society for Psychical Research, Everard Feilding (en), qui avait déjà examiné Eusapia, ainsi que quelques membres de la noblesse parisienne.
Les rapports d'expériences très détaillées, sont rédigés par Jules Courtier. Outre une trentaine de photographies, leur plan général des recherches comporte un riche dispositif : « balance enregistreuse, dynamographe, signaux électriques, métronome, boussole, électromètre, [...] photographie, le milieu physique contrôlé en continu par la pression, la température, de même que l’état hygrométrique, l’électricité atmosphérique, et même les champs électrique ou magnétique [...]. Le « sujet » lui-même – le terme « médium » n’est jamais utilisé – est étudié du point de vue psycho-physiologique : circulation, pression sanguine, potentiel électrique, champ visuel, sensibilité cutanée, etc. ». Grâce à un tel dispositif, certaines fraudes finissent par être caractérisées. La plupart des observations restent soutenues par Richet et ses confrères.
Deux autres médiums à ectoplasme retiendront son attention au cours de sa carrière, dont Éva Carrière en 1922 et Jan Guzyk (en) en 1923.

#### L'épisode de la Villa Carmen

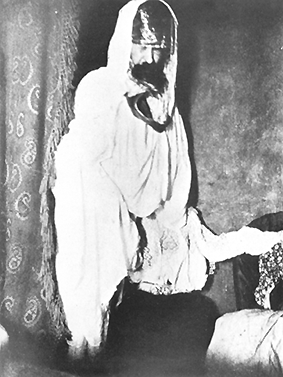
Photographie identifiée comme étant celle de l'Esprit de Bien-Bôa, dans Les Phénomènes dit de Matérialisation de la Villa Carmen.

Lorsqu'il assiste une première fois aux séances de spiritisme chez le général Noël, à Alger, en 1903, il n'est pas convaincu par ce qu'il voit. En sa qualité de président de la Society for Psychical Research, il est invité une seconde fois à assister aux séances, du 11 août au 3 septembre 1905, aux côtés du spirite Gabriel Delanne.
En novembre 1905, les comptes-rendus des séances de Richet et Delanne sont authentifiées dans les Annales des sciences psychiques, accompagnés de tirages photo présentant des matérialisation de l'Esprit Bien-Bôa, à des fins d'objectivation du phénomène.
Les critiques ne manquent pas. On reconnaît tout à la fois un mannequin manipulé par des complices et un des employés de la villa que Delanne avait déjà surpris à taper contre les murs. Le Dr Hyppolyte Rouby accumule des preuves et des aveux de supercherie par les médiums, dont ceux de Marthe Béraud elle-même qui reviendra plus tard sur ses aveux.
Citée dans La Petite République, Richet envoie le 17 mars 1906 un démenti au directeur du journal où il démonte un à un les « aveux » et les arguments de la médium pour réaffirmer la réalité du fantôme.

#### Traité de métapsychique

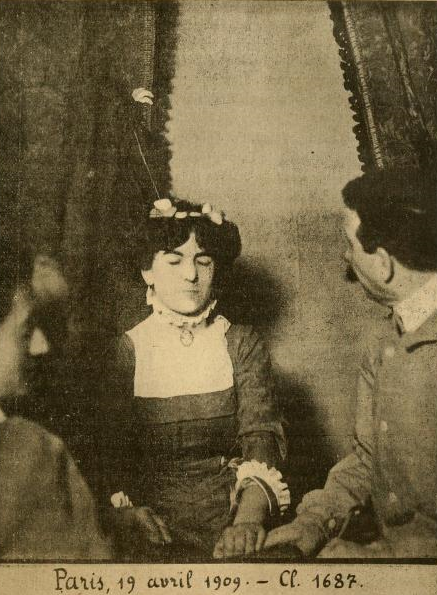
Photographie de 1909. Extraite de Traité de Métapsychique, 1922. Au centre : la médium. À droite : Charles Richet.

Après la Première Guerre Mondiale, Richet soutient et cherche à soutenir que le somnambulisme lucide est sujet à caution, exceptionnel et qu'il faut se tourner vers la métapsychique. Ce tournant transparaît dans la lecture du cas qu'il fait de Léonie dans Mémoires. En 1919, il cofonde avec Jean Meyer l'Institut Métapsychique International.
Dans son Traité de métapsychique, paru en 1922, Richet continue d'y exposer des « faits ». Il écrit clairement se démarquer de la magie, de la théosophie, et même nettement du spiritisme qu'il désigne comme « ennemi de la science », sans pour autant renoncer à étudier les phénomènes physiques produits par les médiums, dénonçant l'amalgame faits entre spiritisme et métapsychique, niant être spirite dans les années 1920.

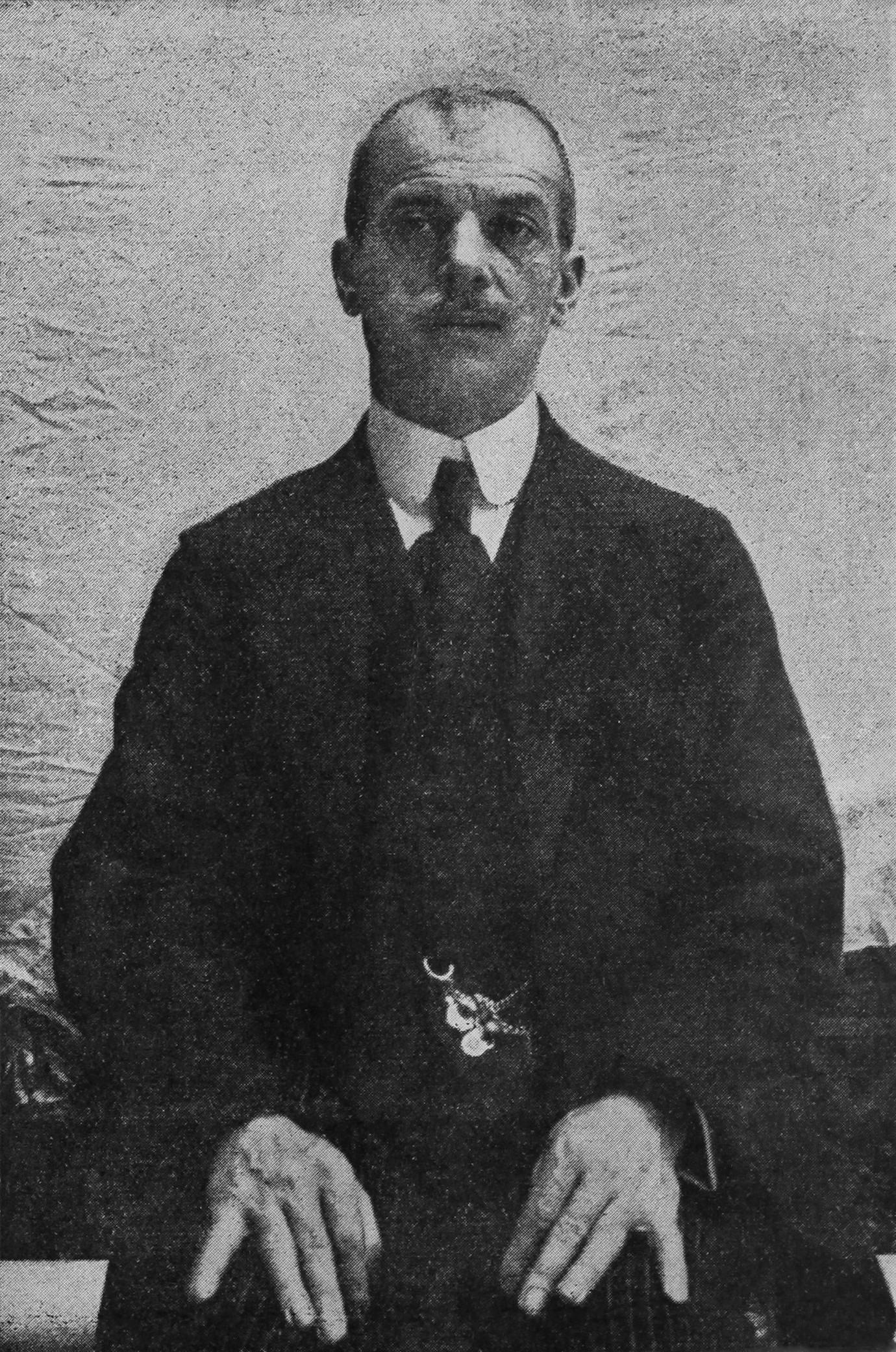
Portrait photo de Jan Guzik tiré du livre de, Ghosts and Phantoms (1924).

Deux autres médiums à ectoplasme retiendront son attention, Eva Carrière, qu'il étudie avec l'assistance du physicien anglais Oliver Lodge et de Camille Flammarion. Richet et elle se connaissent bien puisque Eva Carrière (de son vrai nom, Marthe Béraud) était l'une des médiums de la villa Carmen. Dans son Traité, il explique avoir mené avec elle des expériences d’« embryogenèse ectoplasmique ». Entre novembre 1922 et mai 1923, à l'IMI, il étudie les capacités du médium Jan Guzyk (en) aux côtés de Gustave Geley aux côtés de qui il signe le « Manifeste des trente-quatre » publié dans un chapitre de L'ectoplasmie et la clairvoyance.
Après publication de son Traité, l'enquête de Paul Heuzé finit d'entamer la crédibilité que la métapsychique pouvait encore avoir auprès du public.

### Essais:L'Homme stupideetLa Sélection humaine

#### L'Homme stupide
Meurtri par ce qu'il a vu, en tant que médecin, pendant la Grande Guerre, Richet clame en 90 pages ses quatre vérités à une humanité qui le révolte dans L'Homme stupide.
Son ouvrage débute par des propos misanthropes : « Personne ne m'accusera de nourrir une admiration aveugle pour notre soi-disant civilisation », et, à l'inverse de Rousseau, n'épargne pas les non-Européens : « Les nègres n'ont rien d'analogue [à l'humanité blanche]. Ils continuent, même au milieu des Blancs, à vivre une existence végétative, sans rien produire que de l'acide carbonique et de l'urée. », ajoutant que selon lui « les écureuils et les singes sont bien au-dessus des nègres, dans la hiérarchie des intelligences. »
C'est toutefois à la société qui se prétend civilisée qu'est consacré ensuite l'essentiel du texte : mutilations des enfants (circoncision, percement d'oreilles...), guerre, alcool, autres poisons, crédulité, absurdité des bijoux (dans des pages qui rappellent Tertullien), traitement injuste par l'humanité de ses grands hommes, refus obstiné par les hommes d'une langue universelle sont ainsi passés en revue de façon pessimiste et sarcastique. En leitmotiv y revient cette idée : partout et toujours Homo stultus (l'homme stupide en latin) règne en maître.
« L'aménagement d'un vaisseau cuirassé témoigne à certains égards d'une prodigieuse intelligence. Puissantes machines, télégraphies sans fil, canons énormes pourvus de poudres savantes, forces électriques régissant tout le mécanisme, salons luxueux, bibliothèques choisies, hydravions rapides ! C'est parfait. L'ingénieuse disposition de toutes les parties du bâtiment permet de faire voguer sans péril, en toutes les mers, toutes les merveilles de la civilisation accumulées en un étroit espace. Oui ! c'est beau, et j'admire ! Mais bientôt, quand je réfléchis, mon admiration s'évanouit. Elle s'évanouit même si bien qu'il n'en reste plus de trace. Car enfin quelle est la destination de ce magnifique appareil ? Détruire un autre appareil analogue. Alors à quoi bon ? »
Cependant, Charles Richet en commençant et terminant L'Homme stupide donne sa proposition pour que l'homme devienne réellement sapiens, laquelle ne diffère pas de celle, racialiste, répandue à son époque et d'autre part eugéniste positive qu'il avait exposée en 1913 dans La Sélection humaine. Il écrit ainsi :
« Donc on peut modifier par sélection les espèces. Donc il y a transmission héréditaire. Donc, en continuant cette sélection, c'est-à-dire l'accouplement des meilleurs, sans défaillance, pendant de nombreuses générations, on forcera certains caractères, aussi bien psychologiques que physiques, à se fixer sur l'espèce. Car la forme de l'esprit est soumise à l'hérédité, tout autant que la forme du corps.
S'il en est ainsi — et il est fortement prouvé qu'il en est ainsi — pour que Homo stultus cesse d'être Homo stultus, il lui faudra développer son intelligence par une sévère et prolongée sélection. Mais, pour commencer, ne fût-ce que timidement, cette grande œuvre, un immense et douloureux effort serait nécessaire. Et malheureusement nous sommes arrivés à un tel point de dégradation qu'une si rude tâche sera probablement impossible. »

#### La Sélection humaine
En 1913, dans son livre La Sélection humaine, il avait écrit : « Lorsqu’il s’agira de la race jaune, et, à plus forte raison, de la race noire, pour conserver, et surtout pour augmenter notre puissance mentale, il faudra pratiquer non plus la sélection individuelle comme avec nos frères les blancs, mais la sélection spécifique, en écartant résolument tout mélange avec les races inférieures. », ou bien, « après l'élimination des races inférieures, le premier pas dans la voie de la sélection, c'est l'élimination des anormaux. On va me traiter de monstre parce que je préfère les enfants sains aux enfants tarés. Ce qui fait l’homme c’est l’intelligence. Une masse de chair humaine, sans intelligence, ce n’est rien. »
Le lien entre les deux livres est tel que La Sélection humaine est rééditée en 1919, année de la parution de L'Homme stupide.
Son idée était que la sélection de l'homme par l'homme serait plus rapide que la sélection naturelle, d'où le titre du livre La Sélection humaine. Voir cependant les restrictions précisées dans l'article Eugénisme.

### Lettres
En tant que romancier et poète, Charles Richet est l'auteur de plusieurs nouvelles de proto-science-fiction dans les années 1880-1890, sous le pseudonyme de Charles Épheyre,, dont « Le microbe du Professeur Bakermann, récit des temps futurs » en 1892 et « Le Mirausorus » en 1893.
En 1915, il reçoit le prix de poésie de l'Académie française pour La gloire de Pasteur.
Homme passionné et universel comme on pouvait l'être à son époque, il a aussi écrit, sous son nom ou celui de C. Épheyre, des fables (Pour les Grands et les Petits), des pièces de théâtre (La mort de Socrate, Circé, que jouera Sarah Bernhardt), des romans et nouvelles (La grand-mère ; À la recherche du bonheur, à la recherche de la gloire ; Une conscience d'homme ; Possession et Sœur Marthe, nouvelle puis roman puis libretto d'opéra-comique), des poèmes (Poésies, sous le pseudonyme d'Epheyre, avec Paul Fournier, 1875), ou des ouvrages de vulgarisation historique (Abrégé d'histoire générale ; Initiation à l'histoire de France ; Histoire universelle des civilisations dédiées aux jeunes gens des écoles de tous les pays).

## Hommages
Il existe des rues Charles Richet dans de nombreuses villes en France, ainsi qu'anciennement un Hôpital gériatrique Charles Richet à Villiers Le Bel dans le Val-d’Oise, qui dépend de l'AP-HP. En raison d'un racialisme que ne cachait pas Charles Richet, la question de renommer cet hôpital s'est régulièrement posée. Au début de 2015, une pétition pour demander que l'hôpital soit débaptisé est lancée. En mars de la même année, Martin Hirsch le directeur de l'Assistance publique-Hôpitaux de Paris et le maire de Villiers-le-Bel annoncent dans un communiqué commun que l'hôpital et la rue où il se trouve seront renommés. Le 13 mai 2015, le directeur général des Hôpitaux de Paris, Martin Hirsch, annonce que l'hôpital porte désormais le nom d'Adélaïde Hautval, psychiatre, Juste parmi les nations.

### Philatélie
En 1987, un timbre français surtaxé (1,90 + 0,50 francs) lui est consacré dans la série Personnages célèbres, aux côtés d'Alexandre Yersin, Eugène Jamot, Jean Rostand, Bernard Halpern et Jacques Monod.
En 1973, un timbre suédois lui est consacré dans la série Lauréats du Prix Nobel 1913.

## Distinctions
- Grand officier de la Légion d'honneur en 1926[44].

## Ouvrages et publications

### Œuvres scientifiques et philosophiques
- Recherches expérimentales et cliniques sur la sensibilité, [Thèse de médecine présentée et soutenue à la Faculté de médecine de Paris le 23 janvier 1877], A. Parent, Texte intégral et rééd. G. Masson (Paris), 1877, lire en ligne sur Gallica.
- Les poisons de l'intelligence [extrait de la revue des deux mondes], Paul Ollendorff, éditeur (Paris), 1877, lire en ligne sur Google Books
- Structure et Physiologie des circonvolutions cérébrales, Germer Baillière (Paris), 1878.
- Des propriétés chimiques et physiologiques du suc gastrique chez l'homme et chez les animaux. Suivi de Propositions données par la Faculté, G. Baillière (Paris), 1878, Texte intégral en ligne.
- Physiologie des muscles et des nerfs: leçons professées à la Faculté de médecine en 1881, Éd. Germer Baillière (Paris), 1882, lire en ligne sur Gallica.
- L'homme et l'Intelligence : fragments de psychologie et de physiologie, Félix Alcan, coll. « Bibliothèque de philosophie contemporaine » (Paris), 1884, lire en ligne sur Gallica.
- Essai de psychologie générale, Félix Alcan, coll. « Bibliothèque de philosophie contemporaine » (Paris), 1887, lire en ligne sur Gallica.
- La Chaleur animale, F. Alcan, coll. «Bibliothèque scientifique internationale» (Paris), 1889.
- Cours de physiologie : programme sommaire, aux bureaux des revues (Paris), 1891, lire en ligne sur Gallica.
- Dans cent ans, P. Ollendorff (Paris), 1892 (2e édition), lire en ligne sur Gallica.
- Exposé des travaux scientifiques de M. Charles Richet, impr. de Chamerot et Renouard (Paris), 1894, lire en ligne sur Gallica.
- Physiologie, [Travaux du laboratoire de M. Charles Richet], Félix Alcan, 1895-

1. tome 3, lire en ligne sur Gallica.

- L'idée de l'arbitrage international est-elle une chimère ?, V. Giard et E. Brière (Paris), 1896, lire en ligne sur Gallica.
- Les Guerres et la Paix Schleicher Frères (Paris), 1899, lire en ligne sur Gallica[9].
- « De la résistance des canards a l'asphyxie », dans J. physiol. pathol. Gén 1 (1899) : 641-650.
- Exposé des travaux scientifiques de M. Charles Richet, Chameroy et Renouard (Paris), 1901, Texte intégral.
- L'Anaphylaxie, impr. de Levé (Paris), 1911, lire en ligne sur Gallica.
- Ce que toute femme doit savoir : conférences faites à la Croix-Rouge, Alcan (Paris), 1917, lire en ligne sur Gallica.
- La Sélection humaine, Félix Alcan, coll. «Bibliothèque scientifique internationale» (Paris), 1919, lire en ligne sur Gallica.
- L'Homme stupide, Ernest Flammarion (Paris), 1919, rééd. 2012  (ISBN 979-1-09-168478-1).
- Traité de Métapsychique, F. Alcan (Paris), 1922, lire en ligne sur Gallica ; et sur Wikisource.
- Dictionnaire de Physiologie 2e Fascicule, 209-576, Alcan (Paris), 1923.
- Le Savant, Hachette (Paris), 1923, lire en ligne sur Gallica.
- Notre sixième sens, Aubier (Paris), 1928.
- La Grande Espérance, Aubier (Paris), 1933 lire en ligne sur Gallica.
- Souvenirs d'un physiologiste, J. Peyronnet (Joigny (Yonne)), 1933, lire en ligne sur Gallica.
- Pour la paix, Paris, G. Ficker, 1920°
- Le Passé de la guerre et l'Avenir de la paix, Société d'éditions littéraires et artistiques, Librairie Paul Ollendorff, 1907, lire en ligne sur Gallica
- Les Coupables , Ernest Flammarion, 1916.

En collaboration :
- avec Joseph Reinach (1856-1921) : Manuel de l'enseignement primaire, C. Delagrave (Paris), 1888, lire en ligne sur Gallica.
- avec  Léon Marillier : Les Hallucinations télépathiques, traduit de l'anglais et abrégé des phantasms of the living de Edmund Gurney, Frederic William Henry Myers, et Frank Podmore, Paris, Félix Alcan, coll. «Bibliothèque de philosophie contemporaine», 1891.
- avec Sully Prudhomme : Le Problème des causes finales, Paris, Félix Alcan, coll. «Bibliothèque de philosophie contemporaine», 1902, https://gallica.bnf.fr/ark:/12148/bpt6k6365468
- avec Jacques Novicow (1849-1912) et Camille Flammarion (1842-1925) : L'Illusion patriotique, L’Idée libre (Conflans-Sainte-Honorine), 1925, lire en ligne sur Gallica.

### Romans et nouvelles (sous le nom de Charles Épheyre)
- Sœur Marthe, Paul Ollendorff, Paris, 1890, in-16°, 349 p.
  - Repris sous forme de livret d'opéra dans : Charles Epheyre et Octave Houdaille, Sœur Marthe, drame lyrique en 2 parties, 3 actes et 5 tableaux. Musique de Frédéric Le Rey [créé à Paris, Théâtre des Variétés (Théâtre lyrique populaire), le 1er juillet 1898], Paul Ollendorff, Paris, 1898, in-16, 48 p.
- « Le Microbe du Professeur Bakermann, récit des temps futurs », La Science illustrée du no 257 (29 octobre 1892) au no 260 (19 novembre 1892).
- « Le Mirausorus », La Science illustrée du no 271 (24 février 1893) au no 280 (8 avril 1893).